# Rutstroemia microspora
Rutstroemia microspora är en svampart som beskrevs av Velen. 1934. Rutstroemia microspora ingår i släktet Rutstroemia och familjen Rutstroemiaceae.   Inga underarter finns listade i Catalogue of Life.